# Франсуа (герцог Алансонский и Анжуйский)
Эркю́ль Франсуа́ (Франци́ск) де Валуа́ (фр. Hercule François de Valois, duc d’Anjou et d’Alençon, 18 марта 1555, Сен-Жермен-ан-Ле — 19 июня 1584, Шато-Тьерри) — французский принц, герцог Алансонский и Шато-Тьерри, граф Першский, Мантский и Мёланский (1566—1584), герцог д’Эврё и граф де Дре (1569—1584), затем герцог Анжуйский, Беррийский, Туреньский и граф Мэнский (1576—1584), пэр Франции.

## Биография
Младший сын короля Франции Генриха II и Екатерины Медичи.
До вступления на престол брата, герцога Анжуйского (Генрих III), носил титул герцога Алансонского, а затем именовался герцогом Анжуйским. Стоял во главе политических группировок, враждебных французским королям. Так, он участвовал в заговоре против Карла IX, но был прощен потому, что предал своих соратников Жозефа Бонифаса де Ла Моля и графа Аннибала де Коконнаса, казненных в 1574 году. Он помогал протестантам, затем участвовал в войне против них, выступал против Филиппа II во главе восставших фламандцев, был провозглашён герцогом Брабантским и графом Фландрским, но вскоре был изгнан самими фламандцами. Умер 10 июня 1584 года от туберкулёза.

## Ранние годы

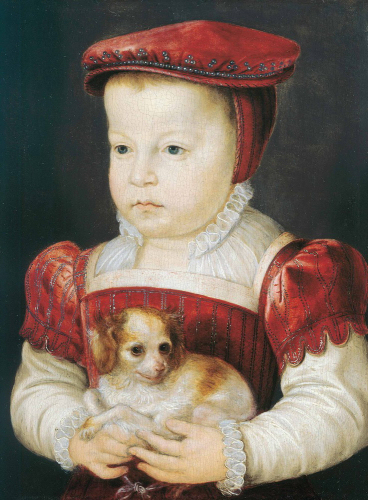

Очаровательный ребенок, он, к несчастью, в возрасте 8 лет перенёс оспу, оставившую рубцы на его лице. Его рябое лицо и слегка искривлённый позвоночник не слишком соответствовали имени, данному при рождении — Эркюль, то есть «Геркулес». При конфирмации он сменил имя на Франсуа в честь своего брата Франциска II, короля Франции.
Современники приписывали Франсуа Алансону и остальным двум его братьям интимную связь с собственной сестрой Маргаритой, более известной как Маргарита де Валуа, супруга Генриха IV.
В 1574 году Франсуа составил заговор с целью освобождения Генриха Наваррского, находившегося в луврском плену. Заговор был раскрыт. Чтобы заслужить прощение брата, Карла IX, Франсуа выдал двух своих сообщников — графа Аннибала де Коконаса и Жозефа де Ла Моля. Оба были казнены, а Франсуа — прощён.

## Религиозные войны и Фландрия
В 1574 году, после смерти его старшего брата короля Франции Карла IX и восшествия на королевский престол другого его брата Генриха III, Франсуа стал наследником королевского трона.
В 1576 году он принял имя герцога Анжу, Турени и Берри.
В том же году в ходе Французских религиозных войн между католиками и гугенотами Франсуа встает на сторону вождя протестантов Генриха Наваррского, вместе с ним ведёт военные действия против своего брата Генриха III и 6 мая 1576 года добивается подписания «Эдикта в Болье», провозгласившего примирение католиков и гугенотов и признание за последними права на свободу вероисповедания.
В 1579 году по призыву Вильгельма Оранского Франсуа поддерживает восставших фламандцев в борьбе против короля Испании Филиппа II, становится сувереном Объединённых провинций Нидерландов, герцогом Брабантским и графом Фландрским. 29 сентября 1580 года Генеральные штаты Нидерландов подписали с герцогом конвенцию в Плесси-ле-Тур, по которой Франсуа получал титул «Протектора Свободы Нидерландов» и становился их сувереном.

## Сватовство к Елизавете I
В то же самое время в 1579 году стали предприниматься шаги к его женитьбе на королеве Англии Елизавете I Тюдор. Франсуа де Валуа был фактически лишь одним из множества претендентов на её руку. Ему было 26 лет, а Елизавете — 47. Вопреки такой разнице в возрасте они скоро стали очень близки, и Елизавета стала называть его «своим лягушонком». Вопрос, действительно ли Елизавета I Тюдор всерьёз рассматривала перспективу брака с герцогом Алансонским, до сих пор вызывает споры. Очевидно, что она испытывала к нему самые нежные чувства, понимая, что он, скорее всего, станет её последним поклонником. Она каждое утро сама приносила ему говяжий бульон и подарила расшитый драгоценностями берет, чтобы он носил его до тех пор, пока она не преподнесёт ему свою корону. Однако английский народ был настроен против этого брака. Раздавались громкие голоса протеста против его католического вероисповедания, против его принадлежности к французской нации и против его матери Екатерины Медичи. Английские протестанты предостерегали, что «сердце английского народа будет уязвлено таким браком… каждый знает, что этот человек — сын Иезавели наших дней…».
В действительности, в своём возрасте Елизавета боялась необходимости рожать детей и прагматично заявила, что идея о замужестве была не самой разумной. Однако она продолжала любовную игру с Алансоном в течение 3 месяцев. В конце концов, все эти игры потеряли смысл, и Елизавета распрощалась со своим «лягушонком». Алансон вернулся в Нидерланды. 10 февраля 1582 года Вильгельм встретил его во Флиссингене. В честь этих событий королева написала грустное и нежное стихотворение «На отъезд Месье», дающее повод согласиться с мнением, что она все-таки испытывала нежность к Алансону.

## В Нидерландах

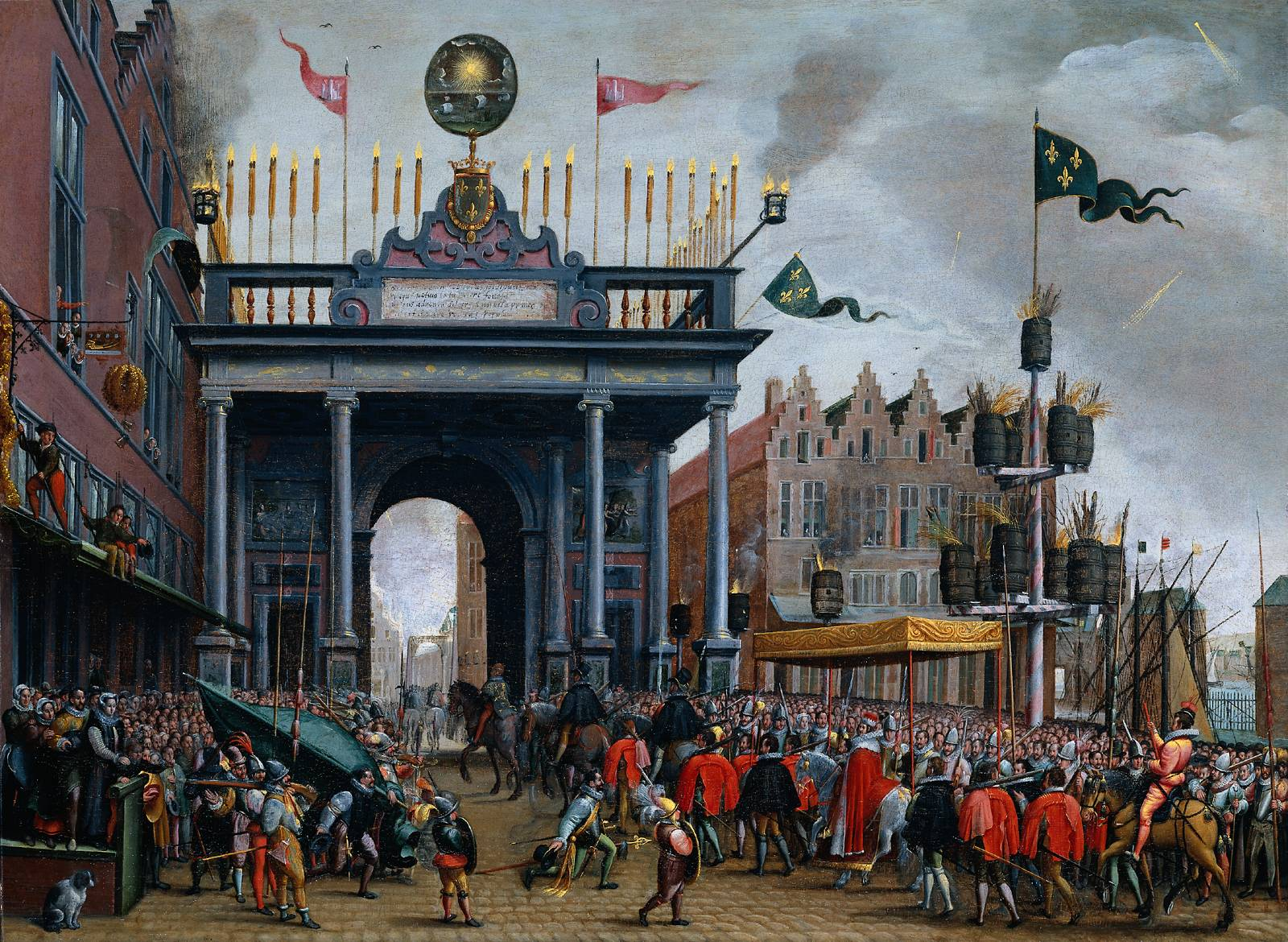
Торжественный вход Франсуа, герцога Анжуйского в Антверпен, 19 февраля 1582 года.

Герцог Франсуа Алансонский объявил себя сувереном Объединенных провинций Нидерландов, герцогом Брабантским, графом Фландрским. Алансон не пользовался большой популярностью среди голландцев, по-прежнему воспринимавших католическую Францию как врага. Провинции Зеландия и Голландия отказались признать Франсуа своим сувереном, и Вильгельм Оранский подвергался серьёзной критике за свою профранцузскую политику. Когда французские отряды анжуйцев вошли в страну в конце 1582 года, Вильгельму казалось, что его положение улучшилось, так же, как герцог Пармский (Александр Фарнезе) считал, что теперь Нидерланды будут возвышены. Однако сам Алансон не был удовлетворён своей ограниченной властью и решил силой взять Антверпен, Брюгге, Дюнкерк и Остенде.

## Антверпенская авантюра
18 января 1583 года Франсуа принял решение лично командовать взятием Антверпена. Пытаясь обмануть жителей Антверпена, Алансон просил впустить войска в город, чтобы приветствовать его жителей парадом. Никто не поддался на обман. Как только отряды вошли в город, ворота Антверпена захлопнулись, и горожане принялись осыпать французов с крыш и из окон камнями, палками и прочими тяжёлыми предметами. Затем городской гарнизон открыл смертоносный огонь по неприятелю. Только нескольким французам, включая самого Алансона, удалось бежать. Свыше 1500 солдат погибли от рук разъярённых жителей Антверпена.

## Смерть
Антверпен обозначил конец военной карьеры Алансона. Его мать, Екатерина Медичи, в письме к нему говорила: «лучше… тебе было умереть в юности. Тогда ты бы не стал причиной смерти стольких отважных благородных людей».
Другой удар постиг его, когда Елизавета I после этой бойни официально разорвала свою помолвку с ним. Положение Алансона после этих событий уже было невозможно поправить, и в июне того же года он покинул страну. Его бегство также дискредитировало Вильгельма, который тем не менее продолжал поддерживать Алансона.
Вскоре Алансон ощутил серьёзное недомогание, которое, по его словам, могло быть малярией. Екатерина Медичи вернула его в Париж, где он в феврале 1584 года помирился с братом, королём Генрихом III. Генрих даже заключил в объятия брата, которому когда-то дал знаменитое прозвище «le petit magot» («обезьянка»). 10 июля того же года 29-летний Франсуа д'Алансон скончался в Шато-Тьерри.
Смерть Алансона означала, что гугенот Генрих Наваррский стал вероятным наследником престола, что только подлило масла в огонь Французских религиозных войн.

## Образ в литературе
Франциск выведен Александром Дюма в трилогии, посвящённой истории Франции XVI века — «Королева Марго», «Графиня де Монсоро» и «Сорок пять», а также в пьесе «Графиня де Монсоро». В этих произвдениях писатель представил герцога человеком порочным, слабым и трусливым, но при этом коварным и двуличным. В конце романа «Графиня де Монсоро» он предаёт и убивает (вернее, приказывает добить) рыцаря де Бюсси, за что в финале «Сорока пяти» его отравляет Диана де Монсоро, возлюбленная де Бюсси. Личности Бюсси и Дианы — исторические, и роман между ними, вероятно, имел место, но убийство герцогом Анжуйским первого и его собственная смерть от руки Дианы — романтический вымысел писателя (в действительности де Бюсси убили слуги графа де Монсоро). Что касается графини де Монсоро, то её подлинное имя — Франсуаза. Вопреки версии Дюма, она и не думала мстить за гибель Бюсси; после его убийства она вскоре помирилась с мужем и жила с ним долго и счастливо. 
 В романе «Графиня де Монсоро» Дюма цитирует подлинную эпиграмму того времени:
Господа, не глядите косо
На Франсуа и его два носа:
Ведь по праву и по обычаю
Два носа под стать двуличию.Неизвестный автор

## Киновоплощения
- Жерар Берне в мини-сериале «Графиня де Монсоро», Франция, 1971 год.
- Жюльен Рассам  в фильме «Королева Марго», Франция — Германия — Италия, 1994 год.
- Виктор Аболдуев (озвучил Евгений Дворжецкий) в сериале «Королева Марго» 1996 год.
- Кирилл Козаков в сериале «Графиня де Монсоро», Россия, 1997 год.
- Венсан Кассель в фильме «Елизавета»  (Великобритания, 1998 год).
- Жереми Ковиллолт в мини-сериале «Елизавета I» (2005)
- Маттиас Джиббиг в мини-сериале «Королева-девственница» (2005)
- Фредерик Кирин в мини-сериале «Графиня де Монсоро», Франция, 2008 год.
- Адам Маркиевич в фильме «Генрих Наваррский[фр.]» (2010, Франция, Германия)
- Скотт Фолан в сериале «Королева змей» (2022-2024, США)